# Laotzeus
Laotzeus là một chi bọ cánh cứng trong họ Chrysomelidae.
Chi này được miêu tả khoa học năm 1933 bởi Chen.

## Các loài
Các loài trong chi này gồm:
- Laotzeus bicolor (Wang, 1992)
- Laotzeus niger Chen & Wang, 1980